# 원숙희
원숙희(1977년 7월 8일 ~ )는 대한민국의 배우이다.

## 생애
1995년 KBS 한국방송공사 드라마 《신세대 보고 어른들은 몰라요》에 첫 출연하여 데뷔하였고 2000년 SBS 공채 9기 탤런트로 정식 데뷔하였다.

## 출연작

### TV 드라마
- 1995년 《신세대 보고 어른들은 몰라요》 (KBS1)
- 1997년 《남자 셋 여자 셋》 (MBC)
- 1997년 《여자》 (SBS)
- 1998년 《여자 대 여자》 (MBC)
- 1998년 《7인의 신부》 (SBS)
- 1999년 《당신은 누구시길래》 (SBS)
- 2000년 《순풍산부인과》 (SBS)
- 2000년 《카이스트》 (SBS)
- 2000년 《달콤한 신부》 (SBS)
- 2000년 《사랑의 전설》 (SBS)
- 2000년 《좋아 좋아》 (SBS)
- 2000년 《팝콘》 (SBS)
- 2000년 《행진》 (SBS)
- 2000년 《덕이》 (SBS)
- 2000년 《도둑의 딸》 (SBS)
- 2000년 《사랑과 이별》 (SBS)
- 2000년 《경찰특공대》 (SBS)
- 2000년 《줄리엣의 남자》 (SBS)
- 2000년 《골뱅이》 (SBS)
- 2000년 《용서》 (SBS)
- 2000년 《천사의 분노》 (SBS)
- 2000년 《여자만세》 (SBS)
- 2000년 《루키》 (SBS)
- 2001년 《순자》 (SBS)
- 2001년 《이별 없는 아침》 (SBS)
- 2001년 《허니허니》 (SBS)
- 2001년 《아버지와 아들》 (SBS)
- 2001년 《엄마를 찾습니다》 (SBS)
- 2001년 《로펌》 (SBS)
- 2001년 《이 부부가 사는 법》 (SBS)
- 2002년 《지금은 연애중》 (SBS)
- 2002년 《레츠고》 (SBS)
- 2002년 《오남매》 (SBS)
- 2002년 《오렌지》 (SBS)
- 2002년 《정》 (SBS)
- 2003년 《올인》 (SBS)
- 2003년 《당신 곁으로》 (SBS)
- 2003년 《천년지애》 (SBS)
- 2003년 《백수탈출》 (SBS)
- 2003년 《연인》 (SBS)
- 2003년 《스크린》 (SBS)
- 2003년 《요조숙녀》 (SBS)
- 2003년 《때려》 (SBS)
- 2003년 《SBS 오픈드라마 남과여 - 멋지게 세이 굿바이》 (SBS)
- 2003년 《이브의 화원》 (SBS)
- 2003년 《애정만세》 (SBS)
- 2003년 《흥부네 박터졌네》 (SBS)
- 2004년 《SBS 오픈드라마 남과여 - 숙자의 부메랑》 (SBS)
- 2004년 《발리에서 생긴 일》 (SBS) - 팍스랜드 직원 역
- 2004년 《개밥그릇》 (SBS)
- 2004년 《청혼》 (SBS)
- 2004년 《네 손톱 끝에 빛이 남아 있어》 (EBS)
- 2004년 《작은 아씨들》 (SBS)
- 2004년 《소풍가는 여자》 (SBS)
- 2004년 《섬마을 선생님》 (SBS)
- 2007년 《그 여자가 무서워》 (SBS)
- 2009년 《망설이지마》 (SBS)

## 광고
- 시티넷 카드